# Adjoints techniques territoriaux des établissements d'enseignement
Les adjoints techniques territoriaux des établissements d'enseignement (ATTEE) sont des fonctionnaires de catégorie C présents dans les établissements scolaires français. Chargés de tâches matérielles, ils viennent en remplacement du personnel ATOSS qui relevait de la fonction publique de l'État avant les réformes engagées en 2004.
Ils effectuent des travaux ouvriers ou techniques dans les établissements, principalement dans les domaines de la restauration, de l'hébergement ou de la maintenance. 
Ils peuvent exercer leurs activités dans un ou plusieurs des spécialités professionnelles suivantes : 
accueil, agencement intérieur, conduite et mécanique automobiles, équipements bureautiques et audiovisuels, espaces verts et installations sportives, installations électriques, sanitaires et thermiques, lingerie, magasinage des ateliers, revêtements et finitions, restauration.
Comme les autres cadres d'emplois de catégorie C, ils sont divisés en trois grades :  1re adjoint technique territorial, adjoint principal de 2e classe, adjoint principal de 1re classe. 